# Zatoka Księcia Alberta
Zatoka Księcia Alberta (ang. Prince Albert Sound) – zatoka Morza Beauforta, wcinająca się w Wyspę Wiktorii. Stanowi część Zatoki Amundsena. Ma 274 km długości i 64 km szerokości.